# Good bye, yesterday
Good bye, yesterday – pierwszy album studyjny Mizrock nagrany po japońsku. Utwór promujący album został użyty jako ending anime Romeo × Julia.

## Lista utworów
1. „Good bye, yesterday”
2. „Beautyful Day”
3. „I...”
4. „Small Town”
5. „Aisare Takute”
6. „Big Sky”.